# ユーセフ・ナーセル
ユーセフ・ナーセル（アラビア語: يوسف ناصر、Yousef Naser、Yousef NasserまたはYousuf Nasser、1990年10月9日 - ）は、クウェート・クウェート市出身のプロサッカー選手。クウェート・プレミアリーグ・アル・クウェートSC所属。サッカークウェート代表。ポジションはFW。
日本語では、ユセフ・ナセルと表記されることがある。

## 来歴

### クラブ
カーズマSC所属としてAFCカップに2010、2012の2度出場。ともに得点を記録している。
2013年9月、アジュマーンCSCへレンタル移籍も、2014年1月にカーズマへ戻った。

### 代表
AFCアジアカップ2011、同2015、ガルフカップ2010、同2013、同2014などで代表に選出されている。西アジアサッカー選手権2010（第6回WAFF選手権）では決勝で2点目のゴールを決め、母国の優勝に貢献した。

## タイトル

### クラブ
カーズマSC
- アミールカップ: 2011
- クウェートFAカップ: 2015-16

クウェートSC
- クウェート・プレミアリーグ: 2019-20, 2021-22, 2022-23
- アミールカップ: 2020-21, 2022-23

### 代表
クウェート代表
- 西アジアサッカー選手権: 2010
- ガルフカップ: 2010